# Fundação Mário Soares e Maria Barroso
A Fundação Mário Soares e Maria Barroso, constituída em 12 de setembro de 1991, é uma instituição de direito privado e utilidade pública sem fins lucrativos, tem por fim realizar, promover e patrocinar ações de carácter cultural, científico e educativo nos domínios dos direitos humanos, da ciência política e das relações internacionais. Está instalada, em Lisboa.

## Histórico e finalidades

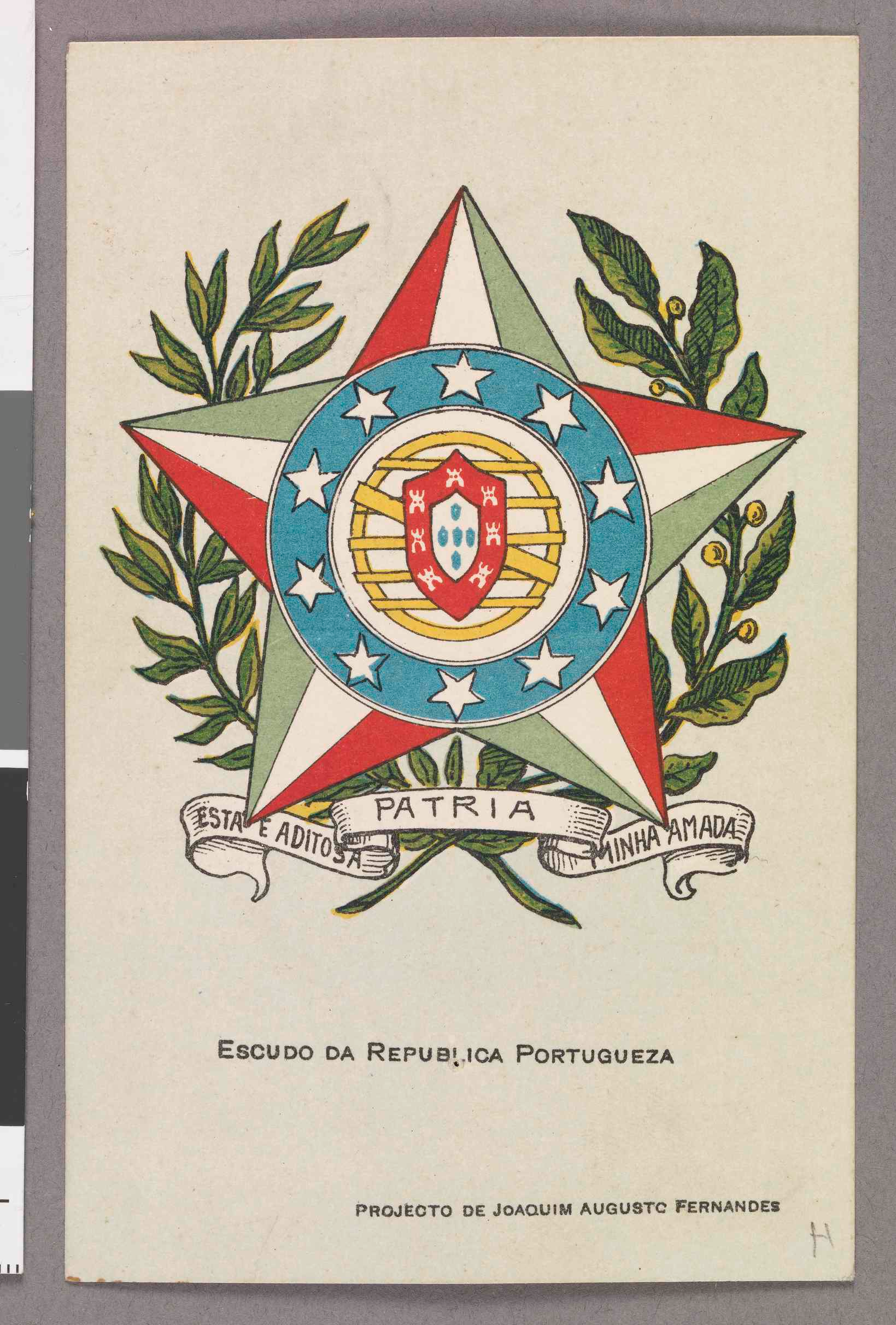
Em seu acervo tem vários projetos para símbolos nacionais da década de 1910, como este, idealizado por Joaquim Augusto Fernandes, na concorrência para escolha do brasão de armas nacionais após a instauração da república.

Fundada em 1991, entre outras atividades a Fundação Mário Soares organizou e montou uma biblioteca e um centro de documentação, que têm por base o arquivo pessoal de Mário Soares, antigo Presidente da República e primeiro-ministro português.
A Fundação Mário Soares e Maria Barroso tem financiado estudos e trabalhos de investigação nas áreas da ciência política e dos negócios estrangeiros. Entre outras tarefas, organizou os arquivos da resistência timorense e participou na organização do Arquivo Amílcar Cabral, na Guiné-Bissau. Entre os académicos cujos trabalhos têm sido apoiados pela Fundação constam nomes como os dos professores universitários José Mattoso e Adriano Moreira.
A fundação recebeu mais de 1,2 milhão de euros do Estado, entre 2008 e 2010. Em 2012 teve uma redução de 30% nos apoios financeiros do Estado.
Em agosto de 2020 a Fundação promoveu uma revisão dos seus estatutos, passando a integrar na sua designação o nome de Maria Barroso.

## Prémio Mário Soares
O Prémio Mário Soares, instituído em 1998, é atribuído anualmente destinando-se a galardoar autores de teses e dissertações ou de outros trabalhos de investigação originais realizados no âmbito da História Contemporânea de Portugal.